# ماجا جزرکه
ماجا جزرکه (به لاتین: Maja Jezercë) یک کوه در آلبانی است که در ناحیه تروپویه واقع شده‌است. ماجا جزرکه ۲٬۶۹۴ متر بالاتر از سطح دریا واقع شده‌است.